# 普羅科片科韋
50°13′54″N 35°9′1″E / 50.23167°N 35.15028°E
普羅科彭科韋（烏克蘭語：Прокопенкове）是位於烏克蘭東部的村莊，由哈爾科夫州博霍杜希夫區的克拉斯諾庫特斯克市鎮負責管轄。該村處於韋謝拉河左岸，距離維謝韋謝列1公里，海拔高度150米，2001年人口11。